# Sladaja
Sladaja (cyr. Сладаја) – wieś w Serbii, w okręgu pomorawskim, w gminie Despotovac. W 2011 roku liczyła 691 mieszkańców.